# جامعة تيانجين
جامعة تيانجين هي أول مؤسسة حديثة للتعليم العالي في الصين، تعد حاليا جامعة وطنية تحت الإدارة المباشرة لوزارة التعليم وأيضا جامعة صينية مزدوجة من الدرجة الأولى في الصين. تأسست الجامعة في عام 1895 باسم جامعة تيانجين أو جامعة تيانجين الامبراطورية ولاحقا جامعة بيانغ.
في عام 1951، بعد إعادة الهيكلة تم تغيير اسمها إلى جامعة تيانجين، وأصبحت واحدة من أكبر جامعات الهندسة متعددة التخصصات في الصين. كانت الجامعة واحدة من أول 16 جامعة معتمدة من قبل الدولة في عام 1959. كما تعد أيضا من بين أول مجموعة من مؤسسات التعليم العالي المنخرطة في «مشروع 211» الوطني الذي يعطيها الأولوية في مجال البناء.
من أجل تنفيذ «خطة عمل إعادة تنشيط التعليم للقرن الحادي والعشرين» وقعت وزارة التربية والتعليم وبلدية تيانجين في أواخر عام 2000 اتفاقية تهدف إلى بناء جامعة تيانجين لتصبح جامعة من الدرجة الأولى في العالم في القرن الحادي والعشرين.

## تاريخ

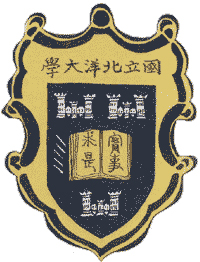
شعار جامعة بيانغ

في عام 1895، قدم شنغ شوانهواى مذكرة للإمبراطور غوان تشو لطلب موافقته على إنشاء مؤسسة حديثة للتعليم العالي في تيانجين. بعد الموافقة في 2 أكتوبر 1895، أسس معهد Peiyang Western Study رفقة المعلم الأمريكي تشارلز دانيال تيني ثم تطور المعهد بعد ذلك إلى جامعة بيانغ. كانت أول جامعة توفر التعليم العالي الحديث لمدة أربع سنوات في الصين. وضعت الجامعة نفسها على الجامعات الأمريكية الشهيرة وتهدف إلى تجديد شباب الصين من خلال تدريب الموظفين المؤهلين بمعرفة علمية وتكنولوجية جديدة. بعد إعادة هيكلة المؤسسات والجامعات في جمهورية الصين الشعبية، أعيدت تسمية جامعة بيانغ إلى جامعة تيانجين في عام 1951.

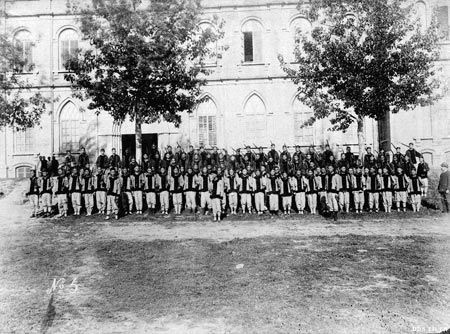
جامعة بيانغ عام 1900

تساهم جامعة تيانجين بشكل كبير في المجتمع الصيني. في أيامها الأولى، حصل الطلاب الجامعيين على الإذن بالالتحاق مباشرة بالدراسات العليا في جامعة هارفارد وييل بدون أي امتحانات للدخول. في حين تم دمج كلية القانون الخاصة بها التي كانت أول كلية للحقوق في الصين بجامعة بكين لتتمخض عنها بداية جديدة لجامعة بكين. في حين تم فصل قسم بيانغ للملاحة الجوية وتطويره إلى جامعة بيهاتغ. كما أن جامعة بكين للبريد والاتصالات وجامعة العلوم والتكنولوجيا في بكين وجامعة تسينغهوا وجامعة نانكاي تربطهما علاقة وطيدة مع جامعة تيانجين.

## وصلات خارجية
- الموقع الرسمي